# مسجد فلمبان الكبير
مسجد فلمبان الكبير هو أكبر مسجد في مدينة فلمبان، يقع المسجد في مدينة فلمبان عاصمة جنوب سومطرة في إندونيسيا.

## التاريخ
تأسس وبني مسجد فلمبان الكبير المسجد في القرن الثامن عشر الميلادي، من قبل السلطان محمود بدر الدين، حاليا أصبح المسجد الكبير مسجد فلمبان الإقليمي في منطقة الآسيان، يقع المسجد في كاواسان 19 ليير، التي تعد واحدة منالقرى الكبيرة في فلمبان ووالتي سكن فيها العرب فترة طويلة .

## العمارة
تأثرت عمارة مسجد فلمبان الكبير بعمارة ثلاث مناطق هي إندونيسيا والصين وأوروبا، الأشكال المعمارية الأوروبية ترى من مدخل المبنى الجديد للمسجد الكبير وطويل الارتفاع، في حين ترى العمارة الصينية في المسجد الرئيسي ببناء السقف الذي يشبه سقف المعبد، كان هذا المسجد واحد من أكبر مساجد إندونيسيا لعدة سنوات، وتشكل شكل المسجد الحالي نتيجة للتحديث الذي بدأ البناء فيه في عام 2000 واكتمل في عام 2003، وقد افتتح ميجاواتي سوكارنوبوتري المسجد العملاق الحديث الواقع جنوب سومطرة .

## وصلات خارجية
- موقع المسجد
- صور المسجد
- عن المسجد